# Anna Christie (pel·lícula de 1931)
Anna Christie és una pel·lícula de 1930 en alemany adaptada de l'obra de teatre de 1921 del mateix títol d'Eugene O'Neill i filmada a continuació del llançament de la versió original en anglès de la mateixa adaptació a principis del mateix any. Ambdues versions compten amb l'actriu principal Greta Garbo. En els primers anys de les pel·lícules sonores, els estudis d'Hollywood van produir versions en idiomes estrangers d'algunes de les seves pel·lícules utilitzant els mateixos decorats i de vegades els mateixos vestits, on els parlants nadius de la llengua solien substituir part o la totalitat del repartiment original. La versió en alemany d'Anna Christie és una de les poques que sobreviuen.
La pel·lícula va ser produïda per Metro-Goldwyn-Mayer al seu estudi de Culver City el juliol i l'agost de 1930 (l'original en anglès s'havia rodat allà l'octubre i novembre de 1929). Es va estrenar a Colònia (Alemanya) el 2 de desembre de 1930. Garbo és l'únic membre del repartiment que apareix en ambdues versions i sembla notablement diferent en les dues. El diàleg alemany va ser escrit per Walter Hasenclever i Frank Reicher, en la seva majoria seguint molt de prop l'adaptació original de Frances Marion. La pel·lícula va ser dirigida per Jacques Feyder amb el mateix director de fotografia, el favorit de Garbo William H. Daniels, però amb un equip diferent.

## Trama
Chris Christofferson (Hans Junkermann), el patró alcohòlic d'una barcassa de carbó a Nova York, rep una carta de la seva filla de vint anys, Anna "Christie" Christofferson (Greta Garbo). Ella li diu que marxarà de Minnesota per quedar-se amb ell. Chris havia deixat l'Anna fa 15 anys per ser criada per parents que viuen en una granja al camp de St. Paul i des de llavors no l'ha vist.
Arriba Anna Christie, una dona ferida emocionalment amb un passat deshonrós i ocult, que ha treballat com a prostituta durant dos anys, després d'haver fugit de la granja on havia estat molt sobrecarregada i després violada. Es trasllada a la barca per viure amb el seu pare, que, una nit, rescata Matt (Theo Shall) del mar. Anna i Matt s'enamoren i ella té els millors dies de la seva vida. Tanmateix, quan Matt li proposa matrimoni, ella es mostra reticent, perseguida pel seu passat. Matt insisteix i obliga l'Anna a dir-li la veritat.

## Repartiment (en ordre de crèdits)
- Greta Garbo com Anna Christie
- Theo Shall com Matt Burke
- Hans Junkermann com a Chris Christofferson
- Salka Viertel com a Marthy Owens
- Herman Bing com a Larry (sense acreditar)

## Mitjans domèstics
Tot i que la versió en anglès d' Anna Christie s'ha llançat nombroses vegades a tot el món en DVD, la versió alemanya només està disponible en un DVD dels EUA subtitulat. Aquests últims prové d'una impressió inferior; existeix una impressió molt millor sense subtítols.